# Tetele
Tetele (en allemand Tetelmünde) est un village de Lettonie. Jusqu'à la réforme territoriale du 2009, il faisait partie du Rajons de Jelgava. Aujourd'hui, il fait partie du Cenu pagasts rattaché à Ozolnieku novads. Le village se trouve au bord de la Lielupe. Il se trouve à environ 39 km de la capitale Riga et à 8 km de Jelgava.

## Histoire
Le domaine de Tetele appartenait à la famille von Behr de la noblesse immémoriale allemande originaire du Harz et de Basse-Saxe. Le village s'est formé en XIXe siècle autour de l'entreprise de fabrication des briques qui employait environ 130 personnes et appartenait successivement au baron A. von Behr et A. Ņesadomov. La tour d'observation du domaine de Tetele est un monument classé d'importance locale. Sa hauteur fait 10m. C'est l'un des rares vestiges de la construction ancienne du village qui a été fortement endommagée lors du passage des troupes de Bermont en 1919. L'école de Tetele a été fondée en 1932, l'actuel bâtiment fut construit dans les années 1960.